# Canyonville
Canyonville az Amerikai Egyesült Államok északnyugati részén, Oregon állam Douglas megyéjében, az Interstate 5 mentén, a kaliforniai határtól 160 km-re északra, Portlandtől pedig 320 km-re délre, a Canyon-folyó partjainál helyezkedik el. A 2010. évi népszámláláskor 1884 lakosa volt. A város területe 2,51 km², melynek 100%-a szárazföld.

## Éghajlat
A város éghajlata a Köppen-skála szerint mediterrán (Csb-vel jelölve), melyben megtalálhatóak az óceáni klíma (Cfb-vel jelölve) elemei is. A legcsapadékosabb hónap december, a legszárazabb időszak pedig a július–augusztus. A legmelegebb hónap augusztus, a leghidegebb pedig december.
| Hónap                         | Jan.  | Feb.  | Már.  | Ápr.  | Máj. | Jún. | Júl. | Aug. | Szep. | Okt. | Nov.  | Dec.  | Év    |
| ----------------------------- | ----- | ----- | ----- | ----- | ---- | ---- | ---- | ---- | ----- | ---- | ----- | ----- | ----- |
| Rekord max. hőmérséklet (°C)  | 21,7  | 26,7  | 29,4  | 34,4  | 31,1 | 39,4 | 42,2 | 43,3 | 42,2  | 38,9 | 25,6  | 23,3  | 43,3  |
| Átlagos max. hőmérséklet (°C) | 10,6  | 12,8  | 15,0  | 17,8  | 21,7 | 25,0 | 29,4 | 30,0 | 27,2  | 20,6 | 12,8  | 8,9   | 19,4  |
| Átlaghőmérséklet (°C)         | 6,4   | 7,5   | 9,2   | 11,4  | 14,8 | 17,5 | 20,8 | 20,9 | 17,7  | 13,1 | 8,6   | 5,6   | 12,8  |
| Átlagos min. hőmérséklet (°C) | 2,2   | 2,2   | 3,3   | 5,0   | 7,8  | 10,0 | 12,2 | 11,7 | 8,3   | 5,6  | 4,4   | 2,2   | 6,3   |
| Rekord min. hőmérséklet (°C)  | −19,4 | −13,3 | −31,1 | −12,8 | −3,3 | 1,7  | 2,8  | 3,9  | −1,1  | −8,3 | −10,6 | −16,1 | −31,1 |
| Átl. csapadékmennyiség (mm)   | 112   | 91    | 82    | 60    | 47   | 24   | 8    | 10   | 19    | 54   | 131   | 156   | 794   |
| Forrás: The Weather Channel   |       |       |       |       |      |      |      |      |       |      |       |       |       |

## Népesség

### 2010
A 2010-es népszámláláskor a városnak 1884 lakója, 756 háztartása és 470 családja volt. A népsűrűség 750,6 fő/km2. A lakóegységek száma 820, sűrűségük 326,7 db/km2. A lakosok 86,3%-a fehér, 0,4%-a afroamerikai, 2,7%-a indián, 4,6%-a ázsiai,  1,6%-a egyéb, 4,5%-a pedig kettő vagy több etnikumú. A spanyol vagy latino származásúak aránya 5,5% (4,1% mexikói, 0,1% Puerto Ricó-i,  1,3% egyéb spanyol vagy latino származású.)
A háztartások 24,6%-ában élt 18 évnél fiatalabb. 45,5% házas, 12,2% egyedülálló nő, 4,5% egyedülálló férfi, 37,8% pedig nem család. 31,3% egyedül élt; 16,5%-uk 65 éves vagy idősebb. Egy háztartásban átlagosan 2,4 személy élt; a családok átlagmérete 2,79 fő.
A medián életkor 46,5 év volt. A város lakóinak 22,8%-a 18 évesnél fiatalabb, 8,3% 18 és 24 év közötti, 17,4%-uk 25 és 44 év közötti, 25,2%-uk 45 és 64 év közötti, 26,4%-uk pedig 65 éves vagy idősebb. A lakosok 49,5%-a férfi, 50,5%-a pedig nő.

### 2000
A 2000-es népszámláláskor  a városnak 1293 lakója, 534 háztartása és 341 családja volt. A népsűrűség 515,1 fő/km2. A lakóegységek száma 580, sűrűségük 231,1 db/km2. A lakosok 91,88%-a fehér, 0,15%-a afroamerikai, 3,4%-a indián, 0,85%-a ázsiai, 0,23%-a a Csendes-óceáni szigetekről származik, 0,54%-a egyéb-, 2,94%-a pedig kettő vagy több etnikumú. A spanyol vagy latino származásúak aránya 3,17% (2,9% mexikói,   0,3% pedig egyéb spanyol/latino származású.)
A háztartások 25,3%-ában élt 18 évnél fiatalabb. 49,6% házas, 10,1% egyedülálló nő; 36% pedig nem család. 30% egyedül élt; 15,7%-uk 65 éves vagy idősebb. Egy háztartásban átlagosan 2,41 személy élt; a családok átlagmérete 2,97 fő.
A város lakóinak 24,1%-a 18 évesnél fiatalabb, 7,8% 18 és 24 év közötti, 22,3%-uk 25 és 44 év közötti, 25,7%-uk 45 és 64 év közötti, 20,2%-uk pedig 65 éves vagy idősebb. A medián életkor 42 év volt. Minden 100 nőre 92,7 férfi jut; a 18 évnél idősebb nőknél ez az arány 89,6.
A háztartások medián bevétele 27 674 amerikai dollár, ez az érték családoknál $31 500. A férfiak medián keresete $30 240, míg a nőké $17 417. A város egy főre jutó bevétele (PCI) $14 017. A családok 15,8%-a, a teljes népesség 17%-a élt létminimum alatt; a 18 év alattiaknál ez a szám 15,4%, a 65 évnél idősebbeknél pedig 19%.